# Vodná (Kamenice nad Lipou)
Vodná (německy Wodna) je vesnice, část města Kamenice nad Lipou v okrese Pelhřimov. Nachází se asi 3 km na jih od Kamenice nad Lipou. Prochází zde silnice I/34. V roce 2009 zde bylo evidováno 83 adres. V roce 2001 zde trvale žilo 163 obyvatel.
Vodná leží v katastrálním území Kamenice nad Lipou o výměře 20,71 km2.

## Další fotografie

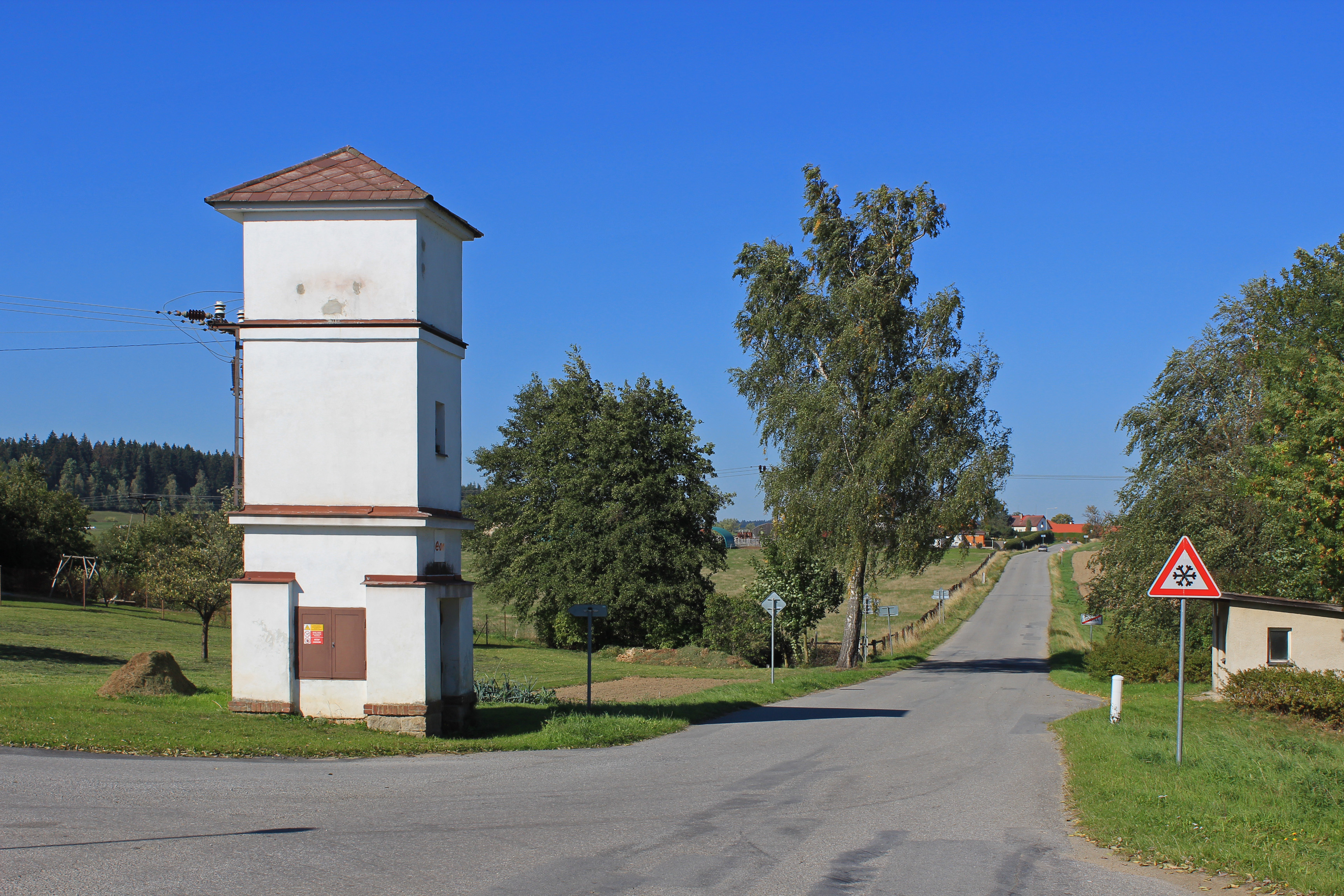
Transformátor na severu vesnice
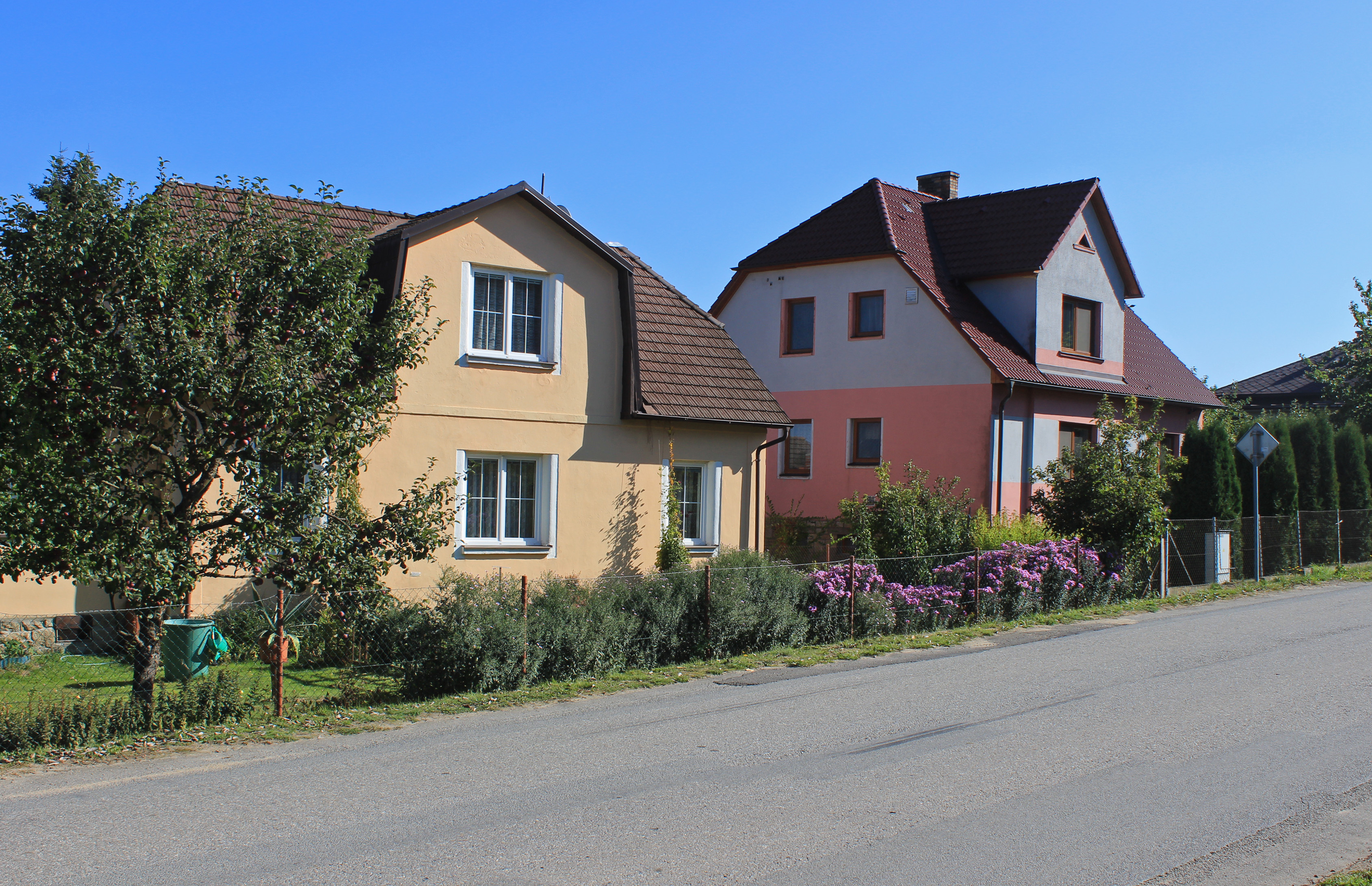
Místní část Zátiší
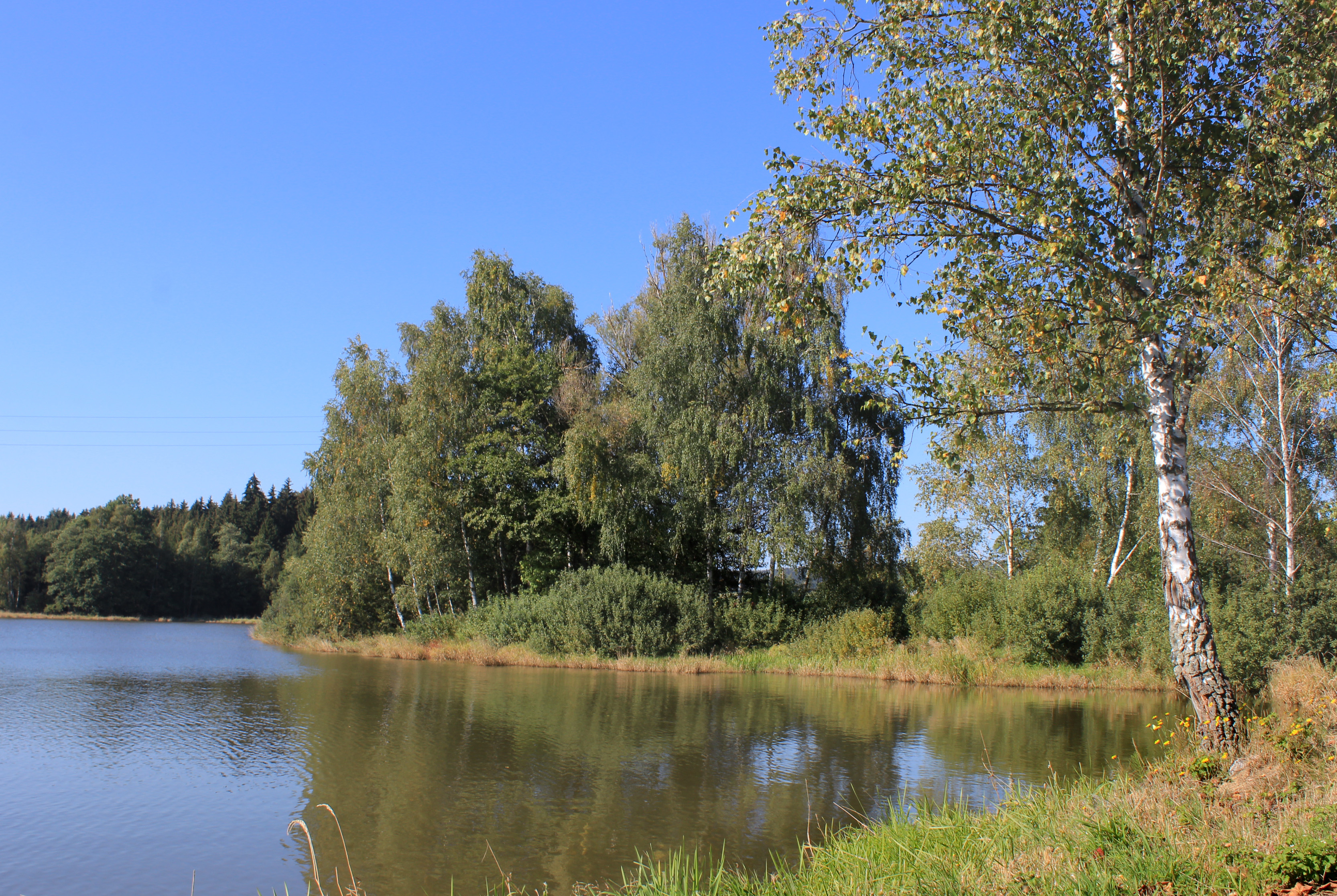
Vlčetínský rybník na jihu vesnice